# António Rodrigues Sampaio
 (août 2017).
- Si vous ne connaissez pas le sujet, laissez ce bandeau (vous pouvez alors contacter les auteurs).
- Si vous supprimez le contenu mis en cause (vous pouvez préalablement contacter les auteurs),

argumentez précisément cette suppression dans la page de discussion
(un manque de référence n'est pas un argument ; une recherche réelle de référence doit avoir été effectuée, être formellement documentée).
 (mai 2011).
Si vous disposez d'ouvrages ou d'articles de référence ou si vous connaissez des sites web de qualité traitant du thème abordé ici, merci de compléter l'article en donnant les références utiles à sa vérifiabilité et en les liant à la section « Notes et références ».
Pour les articles homonymes, voir António Rodrigues et Rodrigues (homonymie).
António Rodrigues Sampaio (São Bartolomeu do Mar, Esposende, 25 juillet 1806 - Lisbonne, 13 septembre 1882), est un journaliste et homme d'État portugais qui, entre autres fonctions, est député, pair du royaume, ministre et président du ministère (Premier Ministre). 

## Biographie
Rodrigues Sampaio est l'une des plus grandes figures du libéralisme portugais du XIXe siècle. Personnage controversé, polémique, voire révolutionnaire, mais toujours cohérent et fidèle à ses principes et ses objectifs, il est un agitateur de réputation nationale, qui lui vaut le surnom de « o Sampaio da Revolução », puisqu'il se distingue comme rédacteur principal du périodique La Révolution de Septembre. Il est un journaliste de causes, pas de nouvelles, comme cela est le cas à l'époque. Malgré la violence verbale et affirmée utilisée dans ses attaques politiques, Rodrigues Sampaio n'a jamais utilisé l'attaque « ad hominem ». Même quand il est demandé à ses partisans de porter atteinte à la dignité et l'honneur de Marie II de Portugal et à la Cour, il refuse catégoriquement, écrivant que un foyer de corruption politique ne ferait pas de la Cour un lieu de dépravation morale. C'est cette attitude de grands scrupules, combinée à un travail inlassable pour la défense de ses valeurs qu'il occupe aujourd'hui une grande place dans le journalisme politique portugais. Il a été membre important de la franc-maçonnerie.